# Vlčice (district de Jeseník)
Pour les articles homonymes, voir Vlčice.
Vlčice (en allemand : Wildschütz) est une commune du district de Jeseník, dans la région d'Olomouc, en République tchèque. Sa population s'élevait à 401 habitants en 2020.

## Géographie
Vlčice se trouve à 18 km au nord-ouest de Jeseník, à 85 km au nord d'Olomouc et à 189 km à l'est-nord-est de Prague.
La commune est limitée par Uhelná à l'ouest et au nord-ouest, par Bernartice au nord-est, par Žulová à l'est, et par Skorošice au sud.

## Histoire
La première mention écrite du village date de 1248.

## Administration
La commune se compose de quatre sections :
- Vlčice
- Bergov
- Dolní Les
- Vojtovice